# Hyladelphys kalinowskii
Genre
Espèce
Répartition géographique
Synonymes
- Gracilinanus kalinowskii P. Hershkovitz, 1992
- Hyladelphys kalinowskii (P. Hershkovitz, 1992)

Statut de conservation UICN

 LC  : Préoccupation mineure
Hyladelphys kalinowskii est une espèce d'opossums d'Amérique présente en Amérique du Sud tropicale et subtropicale et identifiée en 1992. C'est la seule espèce du genre Hyladelphys. C'est un marsupial néotropical très rarement observé.

## Description
Les quelques spécimens observés montrent que le corps est globalement recouvert d'une fourrure gris foncé avec des poils brun rouge clair sur le dos et un ventre plus clair, crème ou blanc, pouvant englober la gorge et les joues. Ils ont un large masque noir qui s'étend jusqu'à la base des oreilles.

## Habitat et répartition
On a atteste la présence occasionnelle de cette espèce très rare au Brésil, au Pérou et en Guyane française,.

## Systématique
Tout d'abord enregistré comme Gracilinanus kalinowskii P. Hershkovitz, 1992, il a été très rapidement retiré du genre Gracilinanus pour être classé comme unique espèce du genre Hyladelphys.